# Drets humans a Niue

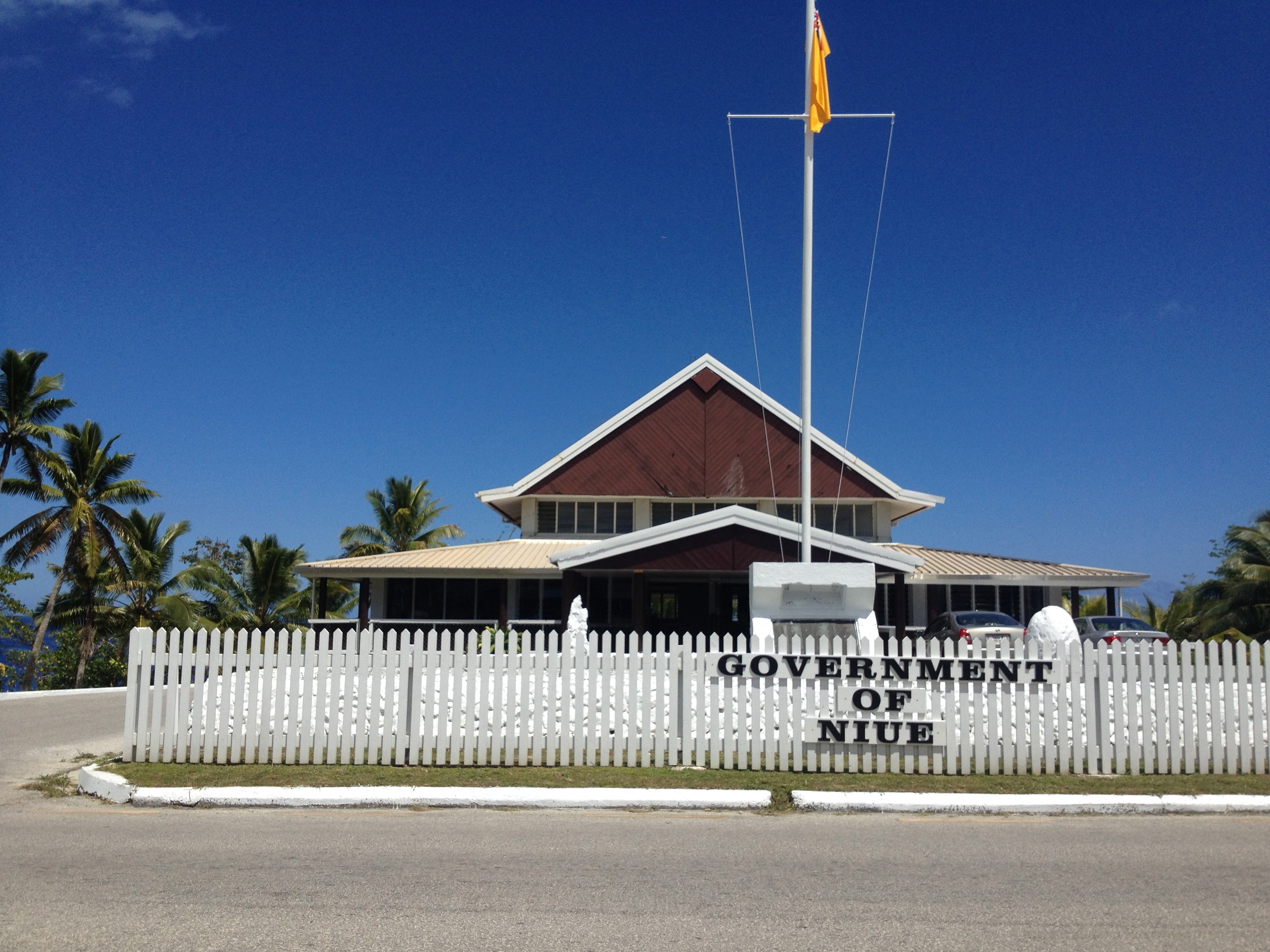
La seu del govern de Niue

Niue és un país a l'Oceà Pacífic Sud amb una població estimada de 1190 persones. Des del 1974, ha comptat ambm autogovern en lliure associació amb Nova Zelanda. Niue controla els seus afers interns, mentre que Nova Zelanda té la responsabilitat de la seva defensa i relacions exteriors i ha de proporcionar assistència econòmica i administrativa.

## Marc legal

### Obligacions internacionals
Durant les últimes consultes, Niue ha desenvolupat els termes de referència d'un Comitè de Drets Humans que serà el responsable d'examinar les obligacions del país en matèria de drets humans derivades del dret internacional.
Niue forma part dels tractats ratificats per Nova Zelanda abans de 1988, inclosos els següents:
- Pacte Internacional de Drets Civils i Polítics (ICCPR)
- Pacte Internacional dels Drets Econòmics, Socials i Culturals (ICESCR)
- Convenció Internacional sobre l'Eliminació de totes les Formes de Discriminació Racial (CERD)
- Convenció sobre l'eliminació de totes les formes de discriminació contra la dona (CEDAW)

L'any 1988, Nova Zelanda va emetre una Declaració a les Nacions Unides, afirmant que les obligacions dels tractats als que entressin posteriorment ja no tindrien vigència a Niue. Fent notar que Niue s'havia convertit en membre de l'Organització Mundial de la Salut (OMS) i de l'Organització de les Nacions Unides per a l'Educació, la Ciència i la Cultura (UNESCO), el Secretariat General va reconèixer la capacitat de Niue d'entrar en tractats internacionals l'any 1994. L'any següent, Niue va accedir a la Convenció sobre els drets de l'infant (CRC).
Com a estat amb autogovern, és responsable de produir els seus propis informes sobre les mesures adoptades per fer efectius els tractats internacionals. Malgrat que Nova Zelanda li ha ofert ajuda, Niue ho ha tingut difícil atesa la seva baixa població i la falta de recursos i experiència. El seu informe inicial sobre la Convenció sobre els drets de l'infant s'havia d'entregar l'any 1998 però no ho van fer fins al 2010.
Niue no és subjecta al procés Universal Periodic Review en no ser un estat membre de les Nacions Unides.

### Constitució
La Constitució de Niue estableix les provisions per a l'autogovern de Niue. La Constitució de Niue, continguda en els Schedules 1 (en niueà) i 2 (en anglès), és llei suprema. Prescriu els poders i les funcions de les branques executiva, legislativa i judicial del Govern. Més enllà del dret a vot, no garanteix ni proporciona cap dret fonamental.
Prèviament, l'Article 31 de l'Schedule 2 establia normes especials de legislació proposada que podria tenir un impacte en els drets humans. Això feia que el Jutge en Cap hagués de ser convidat a comentar els aspectes legals, constitucionals i polítics sempre que es proposava una llei o proposició de llei que afectava aquestes qüestions com el procediment criminal, les definicions d'ofenses criminals, el matrimoni, la llei de les proves i l'extradició. L'Article va ser revocat per l'Acte d'Esmena a la Constitució (No 1) votat l'any 1992.
L'any 1991, un Comitè va considerar la inclusió de garanties de drets humans en particular en la Constitució en forma de Carta de Drets, però finalment va rebutjar la idea.

### Legislació aplicable a Niue
La legislació que està vigent a Niue avui en dia consisteix en:
- La legislació que existia a Nova Zelanda en el Dia de la Constitució (el 19 d'octubre de 1974) que no hagi estat revocada o esmenada per l'Assemblea de Niue[15]
- La legislació que hagi aprovat l'Assemblea de Niue segons la Niue Constitution Act 1974[16]
- La legislació que hagi aprovat Nova Zelanda després del Dia de la Constitució que l'Assemblea de Niue hagi demanat d'estendre a Niue[17]

Les promulgacions bàsiques de drets humans de Nova Zelanda, com ara la Llei de drets humans de 1990 i la Llei de drets humans de 1993, no s'apliquen a Niue.

## Drets humans

### Dret a la vida
La pena de mort ha estat abolida a Niue.

### Drets electorals
L'Assemblea de Niue té la competència d'aprovar lleis per "la pau, l'ordre i el bon govern" de Niue. Està format per vint membres, elegits sota un sistema de sufragi universal, i un President. Les eleccions se celebren cada tres anys.
Una persona no està qualificada a registrar-se com a elector si:
- No compleix amb els requeriments de residència segons la secció 12 del Niue Assembly Act de 1966;
- És de ment poc sana;[20]
- Té menys de 18 anys;[21] or
- Ha estat convicte a Niue en qualsevol país de la Commonwealth per una ofensa penada amb la mort o amb l'empresonament per un any o més, i no ha rebut el perdó o no ha complert amb la condemna.[22]

### Accés a la justícia
Han sorgit qüestions sobre l'accés a la justícia degut a l'escassedat de persones amb els coneixements i aptituds necessaris. No hi ha cap servei d'assessorament legal, i un estudi de 2011 va trobar que només hi ha sis advocats a Niue. Niue és membre del Programa de Desenvolupament Judicial del Pacífic, que té per objectiu millorar l'operació del sistema judicial de la regió del Pacífic proporcionant formació i suport.

### Llibertat de religió
No hi ha restriccions legislatives en les creences ni pràctiques religioses, tanmateix la Constitució no garanteix la llibertat de religió, així com tampoc hi ha cap legislació que prohibeixi la discriminació basada en la religió. La majoria dels niueans són cristians, i consideren el diumenge un dia de descans. Algunes lleis, com ara la prohibició de pescar o mostrar pel·lícules els diumenges, així ho reflecteixen.

### Llibertat d'expressió
Així com la Constitució no garanteix expressament la llibertat d'expressió, hi ha certes restriccions sobre el que es pot dir o publicar a Niue. La incitació de la discòrdia racial és una ofensa penada amb presó. Aquells qui fagin afirmacions que consituteixin difamació o calúmnia també podran ser perseguits penalment.

### Dret laboral
El govern és el principal ocupador de Niue. Les condicions de treball, el dret a l'excedència i els processos d'ascens i d'acció disciplinària en el sector públic estan establerts pel Reglament de la Funció Pública (Public Service Regulations) de 2004. La jubliació és obligatòria per treballadors permanents en el sector públic quan s'arriba a l'edat de 55 anys. No hi ha llei laboral que apliqui als treballadors del sector privat.

### Discriminació racial
Està contra la llei no permetre l'accés a llocs públics, a vehicles o a instal·lacions, no proporcionar béns o serveis, treball, o accés a la terra o a l'habitatge en base al color, a la raça o als orígens ètrnics o nacionals. Aquells que considein que aquestes disposicions li han estat violades tenen dret a interposar accions civils en els tribunals. Els acords relacionats amb béns immobles es consideren nuls si s'han prohibeixen o restringeixen negocis per raó de color, raça o origen ètnic d'una persona o de la seva família. Aquells que incitin a la discòrdia racial a través de l'ús de l'amenaça o d'un llenguatge abusiu podran ser empresonats.

### Drets de les dones
Tot i que no hi ha cap llei que prohibeixi la discriminació en base al sexe o al gènere, Niue generalment "ofereix a les dones igualtat davant de la llei". Està en procés de complir amb els Objectius de Desenvolupament del Mil·lenni de 2015 amb relació a la promoció de la igualtat de gènere i l'empoderament de les doens. Des de 1980 no s'ha registrat cap mort materna, s'ha aconseguit paritat de gènere en l'educació primària i terciària, i hi ha una alta participació de dones en el govern.
Hi ha, tanmateix, aspectes que preocupen. La violència domèstica és "omnipresent" i sol ser gestionada per les famílies mateixes més que per les autoritats. En el present, no hi ha legislació que s'encarregui específicament d'aquesta qüestió, tot i que s'està treballant en un Projecte de Llei de Protecció de les Famílies, que es preveu que proporcionarà mesures de càstic als perpetradors i protegirà les víctimes de violència domèstica.
Les violacions conjugals no són una ofensa criminal a Niue. Un home no pot ser condemnat per una violació o intent de violació de la seva dona a no ser que hi hagi un decree nisi de divorci, decret de nul·litat, separació judicioal o ordre de separació en actiu en el moment de l'acte delictiu. La violència sexual contra les nenes està tractada en el Niue Act 1966, que dictamina que aquells que tinguin o intentin tenir un coit amb una nena de menys de 15 anys poden ser empresonats. Malgrat tot això, s'ha denunciat que es produeixen agressions sexuals de "manera regular". Les creences culturals i socials fan que aquestes agressions no es denunciïn. Quan es presenten denúncies, sovint s'acaben retirant. S'han proposat com a possibles solucions la introducció d'una obligació de denúncia sobre les figures d'autoritat i una política de "no retirar" les denúncies que garanteixi que els casos no es tanquin prematurament.
Atesa la manca d'educació en salut reproductiva i la creença de la societat que els infants són "benediccions i regals de Déu", són habituals els embarassos en l'adolescència. Actualment no hi ha accés a l'avortament a Niue, i tampoc està gaire clar si és legal. El Niue Act 1966 afirma que és una ofensa “obtenir il·legítimament” o administrar un avortament, suggerint que alguns avortaments podrien ser legítims. En particular, la defensa legal habitual de necessitat es podria aplicar en el cas que es posi en perill la salut o la vida de la dona gestant. Això encara no s'ha demostrat en els tribunals.
Es considera una ofensa ser l'amo d'un bordell, així com també ho era ser una prostituta. A Niue, l'edat mínima de matrimoni per les dones és de 15 anys. El Comitè de les Nacions Unides pels Drets dels Infants ha recomanat apujar aquest llindar als 18 anys, per equiparar-lo a l'edat mínima pels homes.

### Drets LGTB
Les relacions entre persones del mateix sexe s'han considerat a Niue una qüestió que "pot ser subjecte a una reforma legal" en els propers anys.
Actualment, les lleis de Niue no fan cap referència específica a aquells que s'identifiquen com a lesbianes, gais, bisexuals o transgènere. El matrimoni homosexual no està reconegut i no hi ha legislació que prohibeixi la discriminació en base a l'orientació sexual o la identitat de gènere. L'activitat sexual entre homes esta criminalitzada pel Niue Act 1966. Aquells que cometin l'ofensa de “sodomia” poden ser empresonats fins a 10 anys, mentre que l'“assalt indecent” entre homes pot comportar una estada de fins a 5 anys a la presó. El consentiment no es considera una defensa a cap d'aquestes infraccions del codi penal. No hi ha cap legislació relacionada amb la conducta sexual entre dones.
No hi ha cap disposició sobre el canvi de sexe en els documents oficials segons el Reglament de Registre de Naixements i Morts de 1984.

### Drets dels infants
La definició d'infant oscil·la força en la legislació de Niue. Els infants poden denunciar i ser denunciats, l'edat per conduir se situa en els 14 anys, els joves poden comprar alcohol a partir dels 18 i poden ser adoptat fins als 21 anys. Els menors de 18 anys no poden treballar de forma permanent en el sector públic, tot i que no hi ha edat mínima per a altres tipus de feina. Com que no hi ha dret laboral a Niue pel que fa als treballadors en el sector privat, els joves que agafen feines fora del sector públic no compten amb cap protecció legal que els protegeixi de la precarietat en les condicions laborals o de l'explotació.
La matriculació i l'assistència a l'escola és obligatòria per infants d'entre 5 i 16 anys. L'educació proporcionada per les escoles governamentals és gratuïta. És el deure dels pares assegurar-se que el seu fill en el rang d'edats està registrat i va a l'escola, i es considera una ofensa l'omissió d'aquest deure sense excusa o excepció. L'any 2011, la taxa de matriculació a l'escola primària i secundària era d'un 100%.
L'ús del càstig físic a l'escola no està específicament prohibit per llei. La legislació relacionada amb el tractament cruel i el dolor corporal no s'interpreta com una prohibició dels càstigs corporals. Està acceptat "gairebé de forma universal" que s'infligeix càstig corporal a les llars.

### Drets de les persones amb discapacitat
La legislació obliga als infants amb discapacitat físiques o mentals a ser educats en "escoles o institucions especials", tot i que Niue no compta amb cap professor format en necessitats educatives especials. També genera preocupació la referència del Niue Act 1966 a dones i noies que són "idiotes, imbècils o de ment poc sana", i la menor sanció penal per als que delinqueixen sexualment contra aquestes persones.
Niue va adoptar una Política Nacional de Discapacitat l'any 2011.